# Prisilna poravnava
Prisilna poravnava je z zakonom urejen postopek sanacije dolžnika v finančnih težavah, ki se ga lahko predlaga pred ali med stečajnim postopkom. V primerjalnem pravu se uporablja tudi izraz reorganizacija, saj sodobni postopki te vrste izhajajo iz pravil ameriškega postopka »reorganization«.
Navadno prisilno poravnavo predlaga dolžnik sam, ker meni, da bo z zmanjšanjem svojih obveznosti v bodoče posloval pozitivno. Upniki za potrditev prisilne poravnave glasujejo zato, ker menijo, da bodo na ta način še vedno poplačani v večji meri kot pa v primeru takojšnjega stečaja.
V slovenski ureditvi, pa tudi v primerjalnem pravu poznamo dva glavna razloga, zaradi katerih je mogoče predlagati stečaj oz. prisilno poravnavo: insolventnost in prezadolženost. Insolventni dolžnik ni sposoben plačevati tekočih zapadlih obveznosti. Njegovo premoženje je morda večje od njegovih dolgov, vendar ga ni mogoče hitro unovčiti in zato ni sposoben poplačati upnikov takrat. Prezadolženi dolžnik pa morda v nekem trenutku sicer še lahko sproti poplačuje svoje obveznosti do upnikov, vendar pa so njegovi dolgovi skupaj večji od njegovega premoženja in bo v bolj ali manj oddaljeni prihodnosti postal nelikviden. V praksi je insolventnost precej bolj pogost razlog za začetek stečaja ali prisilne poravnave kot prezadolženost.
Postopek vodi senat treh sodnikov. Poravnalni senat lahko določi upravitelja prisilne poravnave, če ne je to kar predsednik senata. Z začetkom postopka prisilne poravnave nastopi moratorij na potek izvršilnih postopkov proti dolžniku.
Upnike zastopa upniški odbor, ki jih imenuje poravnalni senat. Interesi upnikov so različni. Predvsem tisti upniki, ki bi dobili v primeru stečaja več, kot bodo v primeru uspešne prisilne poravnave, bodo prisilni poravnavi nasprotovali in zahtevali stečaj ali pa 100 % poplačilo terjatev. 
Dolžnik, ki edini lahko predlaga začetek prisilne poravnave, mora pripraviti načrt finančne reorganizacije. To je skup ukrepov, ki lahko pripomorejo k trajni rešitvi dolžnikovega finančnega položaja. V praksi je najpogostejši predlagani ukrep znižanje in odlog plačila obstoječh obveznosti. Dolžnik lahko predlaga znižanje obveznosti na 20 % in poplačilo v enem letu, ali pa manjše znižanje in poplačilo v nekoliko daljšem času (do pet let). Poleg tega načrt finančne reorganizacije pogosto predvideva odpuščanje delavcev, odprodajo nepotrebnega premoženja, prenos dela poslov na drugo pravno osebo in tako naprej.
Prisilno poravnavo potrdi sodišče, če je za to glasovalo 60 % upnikov glede na velikost terjatev. V primerjalnem pravu najdemo tudi drugačne predpisane večine; pogosta je določba, da mora za prisilno poravnavo glasovati dvojna večina upnikov: večina upnikov po njihovem številu, kakor tudi po velikosti terjatev. V nekaterih državah (Nemčija, ZDA) lahko sodišče potrdi reorganizacijo, čeprav določene kategorije upnikov temu nasprotujejo.
Prisilna poravnava ne vpliva na pravni položaj ločitvenih upnikov. Kljub temu, da načrt finančne reorganizacije predvideva znižanje terjatev, lahko ti upniki svoje terjatve uveljavljajo v polni višini, vendar pa se lahko poplačajo le iz premoženja, na katerem imajo ločitveno pravico.
Neredko se zgodi, da dolžnik kljub potrjeni prisilni poravnavi svojih - znižanih - obveznosti še vedno ni sposoben izpolniti. Temu načeloma sledi stečaj, čeprav se v nekaterih primerih dolžniki zatečejo k drugi ali celo tretji prisilni poravnavi.
V Sloveniji postpek prisilne poravnave ureja Zakon o prisilni poravnavi, stečaju in likvidaciji (kratica: ZPPSL). V začetku leta 2007 je Ministrstvo za pravosodje objavilo prvo delovno verzijo novega Zakona o finančnem poslovanju, postopkih zaradi insolventnosti in prisilnem prenehanju, ki naj bi nadomestil ZPPSL. %8Dnem+poslovanju%2C+postopkih+zaradi+insolventnosti+in+prisilnem+prenehanju